# Riedeliops
Riedeliops es un género de coleóptero de la familia Attelabidae.

## Especies
Las especies de este género son:
- Riedeliops asiaticus
  - Riedeliops asiaticus asiaticus
  - Riedeliops asiaticus uttaranchalicus
- Riedeliops borneoensis
- Riedeliops javanicus
- Riedeliops nepalensisv
- Riedeliops trichinopoliensis
- Riedeliops vietnamensis
- Riedeliops virens
- Riedeliops brunneus
- Riedeliops indigenus
- Riedeliops peguensis
- Riedeliops rasuwanus
- Riedeliops sandakanensis
- Riedeliops yingjiangensis
- Riedeliops egregius
- Riedeliops vladislavi
- Riedeliops fulgidus
- Riedeliops gardneri
- Riedeliops ignitus
- Riedeliops jingguensis
- Riedeliops meghalaicus
- Riedeliops paradoxus
- Riedeliops parallelus
- Riedeliops tonkinensis
- Riedeliops fangensis
- Riedeliops siamensis
- Riedeliops zolotarenkoi
- Riedeliops darevskyi
- Riedeliops sakoensis
- Riedeliops yalanus